# Wertpapierkennnummer
Die Wertpapierkennnummer (WKN, vereinzelt auch WPKN oder WPK abgekürzt) ist eine in Deutschland verwendete sechsstellige Ziffern- und Buchstabenkombination zur Identifizierung von Wertpapieren (Finanzinstrumenten). Setzt man drei Nullen vor die WKN, so erhält man die neunstellige deutsche National Securities Identifying Number (NSIN) des jeweiligen Wertpapiers.

## Allgemeines
Die Wertpapierkennnummer wird nicht bei allen Wertpapieren, sondern ausschließlich bei Effekten (Aktien, Anleihen und Investmentzertifikaten) verwendet. Deren Bezeichnungen (etwa „Stammaktie Bayer AG“ oder „Bundesanleihe von 2012/2044“) lässt sich schwerer digitalisieren als eine Kennnummer. Deshalb werden die Effekten in der elektronischen Datenverarbeitung in Deutschland seit 1955 ausschließlich über ihre Wertpapierkennnummer identifiziert. Die Wertpapierkennnummer dient der sachenrechtlichen Bestimmbarkeit von Effekten und deren eindeutiger Identifikation. Sie wurde im Rahmen der internationalen Harmonisierung der Finanzmärkte im Jahre 2003 durch die zwölfstellige Internationale Wertpapierkennnummer (ISIN) ergänzt. Seit 2004 beinhalten die WKN und die ISIN ein aus bis zu vier Buchstaben bestehendes Kürzel des Emittenten, so dass es sich um eine alphanumerische Kennzahl handelt.

## Herausgeber
Die Herausgebergemeinschaft Wertpapier-Mitteilungen, Keppler, Lehmann GmbH & Co. KG (WM Datenservice) ist die verantwortliche Stelle (official Numbering Agency) für die Vergabe der WKN/ISIN in Deutschland und Mitglied der Association of National Numbering Agencies (ANNA). Hier können Emittenten von Finanzinstrumenten oder deren Agents eine Wertpapier-Kenn-Nummer und/oder ISIN beantragen, die u. a. auch Voraussetzung für die Zulassung ihrer Aktien zum Börsenhandel ist.
Jedes an einer deutschen Börse gehandelte Wertpapier hat eine WKN und eine zugehörige ISIN. Darüber hinaus gibt es noch eine Vielzahl von nicht börsennotierten Wertpapieren und von technischen Instrumenten (z. B. Aktienindex, Futures, Zinssätze, Währungen, Rohstoffe usw.), die aber ebenfalls über eine WKN und eine zugehörige ISIN verfügen. Beispiele für WKN, die nicht zu einem Wertpapier gehören, sind 846900 (Aktienindex DAX), 965275 (Währung EUR/USD), 965515 (Goldpreis), 965264 (deutscher Bund-Future FGBL).

## Geschichte und Vergaberegeln
Die Wertpapierkennnummer wurde 1955 eingeführt. Ursprünglich waren die WKNs in zwei sogenannte Nummernkreise unterteilt. Man konnte der WKN direkt ansehen, ob sie ein Rentenpapier bezeichnet (WKNs 100000 bis 499999) oder für eine Aktie oder einen „aktienähnlichen Titel“ – beispielsweise einen Aktienfonds – steht (WKNs 500000 bis 999999). Diese Regelung wurde ab März 2000 aufgehoben.
WKN, die mit einer Null beginnen, werden vom WM-Datenservice nicht offiziell vergeben. Kreditinstitute nutzen solche WKN zu internen Buchungszwecken. Die zugehörige ISIN beginnt dann mit XF. Beispielsweise hat Cortal Consors intern die WKN 0Z8638 für Nachbesserungsrechte des Squeeze-out bei Brainpool vergeben; die zugehörige ISIN lautet XF0000Z86389. Die Targobank wiederum vergab eine interne WKN 0CA10J (ISIN entsprechend XF0000CA10J2) für Spitzen auf General Motors. Für die Commerzbank und comdirect beginnen die internen WKN derzeit mit 0E, beispielsweise 0E2682 für „Fiat Chrysler Automobiles Ansprüche auf Verwertungserlös“ (ISIN: XF0000E26823). Daran sieht man, dass Banken ihre internen WKN nach unterschiedliche Regeln vergeben.
Aus ähnlichen Gründen gibt es auch keine offiziellen WKN, die mit „99“ beginnen. Die höchste offizielle rein numerische WKN lautet 989999 (ISIN: XC0009899995). Die zugehörige Gattungsbezeichnung lautet „Dummy-Satz f. WM-Informationen technische WKN für Körbe“, es handelt sich also offenbar um eine WKN, die nicht zu einem Wertpapier gehört.
Am 22. April 2003 wurde die WKN zwar offiziell durch die zwölfstellige ISIN (International Securities Identification Number) abgelöst, um auch international Wertpapiere eindeutig identifizieren zu können. Aus praktischen und technischen Gründen wird die WKN aber parallel weiter verwendet. Bei einer Neuzulassung eines Wertpapiers in Deutschland werden heute sowohl eine WKN als auch eine ISIN vergeben. Generell gibt es zu jeder ISIN höchstens eine deutsche WKN. Allerdings gab es in einigen Fällen einen ISIN-Wechsel bei unveränderter WKN. So hatte beispielsweise die italienische ENI-Aktie bis zum 17. Juni 2001 die ISIN IT0001009890 und seit dem 18. Juni 2001 die ISIN IT0003132476. Die WKN ist jedoch unverändert 897791. Derartige Fälle gab es bis etwa zum Jahr 2002/2003 einige. Wenn sich heute jedoch bei einem Wertpapier die ISIN ändert, wird stets auch eine neue WKN vergeben.

### Alphanumerische WKN
Am 21. Juli 2003 wurden alphanumerische WKNs zugelassen (nur Großbuchstaben, ohne „O“ und „I“ um Verwechslungen mit den Ziffern 0 und 1 zu vermeiden). Vorher bestand die WKN nur aus Ziffern.

### Emittenten-WKN
Seit dem 19. Januar 2004 kann die WKN ein Kürzel des Wertpapieremittenten enthalten. Das Emittentenkürzel sind dann die ersten 2–4 Buchstaben, abgeschlossen von einer Ziffer.
Bisher wurden etwa 230 unterschiedliche Emittentenkürzel für die WKN verwendet, von AA0000 für Produkte der ABN Amro Bank bis ZDWT01 bzw. ZDWT02 für (normale bzw. gesperrte) Aktien der ZhongDe Waste Technology (Stand März 2016). Letztere ist derzeit gleichzeitig die letzte gültige WKN im Alphabet.
WM-Datenservice hat folgende Regelung getroffen: Falls die erste und die zweite Stelle der WKN Buchstaben enthält, handelt es sich um eine Emittenten-WKN (siehe Beispiele in der Tabelle). Ab der dritten Stelle folgen dann Ziffern oder Buchstaben. Alphanumerische WKN hingegen, die keine Emittenten-WKN sind, beginnen mit einem Buchstaben (entweder ein A für normale Wertpapiere oder ein F für Futures); an zweiter Stelle steht eine Ziffer. Beispielsweise war A0A000 die erste jemals vergebene alphanumerische WKN (Anleihe von Rhineland Funding Capital Corp, fällig 2004). Je nach Sortierung kann man auch die A0AAAA als erste alphanumerische WKN ansehen; dabei handelt es sich um eine 2005 zurückgezahlte Spanien-Anleihe.

### Entwicklung der Nummernfolge
Alphanumerische WKN der Serie A0xxxx wurden von Juli 2003 bis etwa Oktober 2009 vergeben. Danach begannen die alphanumerischen WKN mit A1xxxx. Im November 2013 war die Serie A1Zxxx vollständig; seitdem wurden (zunächst beginnend mit A10600) auch alphanumerische WKN mit einer Ziffer an dritter Stelle (A10xxx, A11xxx usw. bis A19xxx) vergeben. Seit November 2015 wird die Serie A2xxxx vergeben, beginnend mit der A2AA50 für die Alpha Bank S.A. Namens-Aktien. Die Serie A3xxxx wird seit April 2020 vergeben, beginnend mit der WKN A3AQ50 für eine Anleihe der Orbian Financial Service. Seit August 2022 wird die Serie A4xxxx vergeben, beginnend mit der WKN A4SA01 für eine Anleihe der Autobahn Funding Company LLC.
Eine solche Serie wie z. B. A0xxxx kann über 1,3 Millionen WKN enthalten (24 Buchstaben plus 10 Ziffern, hoch 4). Aus dem angegebenen Zeitraum (ca. 2300 Tage) kann man schätzen, dass durchschnittlich knapp 600 WKN pro Kalendertag neu vergeben werden (zuzüglich Emittenten-WKN). Die gleiche Schätzung für die Serie A1xxxx (von Oktober 2009 bis November 2015, das sind wieder etwa 2200 Tage) ergibt ebenfalls etwas mehr als 600 WKN pro Kalendertag (wiederum zuzüglich Emittenten-WKN). Die Häufigkeit, mit der neue WKN vergeben werden, hat sich also seit dem Jahr 2003 nicht wesentlich geändert. Die zweite Stelle nach dem A wechselt also alle sechs Jahre, und die dritte Stelle etwa alle zwei Monate.
Nicht alle verfügbaren Nummernkreise werden in gleichem Maße vergeben. So gibt es beispielsweise nur vier aktive WKN im Bereich von 490000 bis 499999, während der Bereich 97xxxx mit 7640 aktiven Einträgen (also zu 76 Prozent) gefüllt ist. Ähnlich verhält es sich bei den alphanumerischen WKN: Der Bereich A0Y000 bis A0YZZZ ist mit 39214 fast zu 100 Prozent gefüllt, während der Bereich A0F000 bis A0FZZZ nur zu etwa 40 Prozent mit aktiven WKN belegt ist. Die Serien A00000 bis A09ZZZ sowie von A20000 bis A20ZZZ sind komplett leer, wohingegen WKN zwischen A10000 und A19ZZZ sowie von A21000 und A29ZZZ durchaus belegt sind.

### Ausnahmen von den Vergaberegeln
Die WKN CBKTLR und CBKBZR (Teilrechte/Bezugsrechte/Aktienspitzen) der Kapitalherabsetzung mit anschließender Kapitalerhöhung der Commerzbank im April/Mai 2013, zugehörige ISIN DE000CBKTLR7 und DE000CBKBZR5, sowie die DWSWFW (Fonds DWS „women for women“, zugehörige ISIN LU2420982006) sind die bisher einzigen WKN, die ausschließlich aus Buchstaben bestehen. Alle anderen WKN (auch Emittenten-WKN) enthalten dagegen mindestens eine Ziffer.
Die WKN H1111A (ISIN DE000H1111A6) und die WKN C1111A (ISIN DE000C1111A7) sind die einzigen bisher vergebenen Emittenten-WKN, bei denen die Abkürzung des Emittenten nur einen Buchstaben hat. Es handelt sich um eine 2007 fällige Anleihe der HypoVereinsbank und um einen 2004 fälligen Nikkei-Optionsschein der Commerzbank.

## Beispiele
| Unternehmen | WKN    | ISIN         | Valor    |
| ----------- | ------ | ------------ | -------- |
| Bayer AG    | BAY001 | DE000BAY0017 | 10367293 |
| IBM         | 851399 | US4592001014 | 0941800  |
| Nestlé      | A0Q4DC | CH0038863350 | 3886335  |